# Фортечний район
Форте́чний райо́н — один з двох районів міста Кропивницького, розташований у північно-західній частині міста. 
Населення: близько 161 тис. осіб.

## Історія
Район під назвою «Кіровський» було створено 22 грудня 1973 року Указом Президії Верховної Ради УРСР.
До новоствореного району було віднесено західну частину міста. Межу провели від Аджамського залізничного переїзду по залізниці до сучасної вулиці Ганни Дмитрян, по вулицях Ганни Дмитрян і Юрія Олефіренка до вулиці Віктора Чміленка, по вулиці Віктора Чміленка до вулиці Володимира Панченка, від вулиці Віктора Чміленка по вулицях Володимира Панченка і Острівській до річки Інгул, по річці Інгул до Великої Перспективної, від річки Інгул по вулицях Великій Перспективній і Ушакова до вулиці Яновського, по вулиці Яновського до вулиці Суворова, по вулиці Суворова від вулиці Яновського до вулиці Дачної, по вулиці Дачній від вулиці Омської до вулиці Паркової, по вулиці Парковій до річки Сугоклія.
Розпорядженням міського голови від 19 лютого 2016 року Кіровський район було перейменовано у Фортечний. 